# Villette (Cusio Ossola)
Villette – miejscowość i gmina we Włoszech, w regionie Piemont, w prowincji Cusio Ossola.
Według danych na rok 2004 gminę zamieszkiwały 244 osoby, 34,9 os./km².